# Тіна Кунакі
Тіна Кунакі, у шлюбі Кассель (фр. Tina Kunakey Cassel; нар. 5 квітня 1997) — французька модель.

## Біографія
Її батько за національністю тоголезець, народився в Марокко, потім переїхав до Франції. Мати сицилійка. Батьки познайомилися в Тулузі, де й народилася Тіна. Згодом сім'я переїхала у містечко Барбазан-Деба за 120 км на південь від Тулуза. Там Тіна жила до 15-річного віку.
Навчалася в середній школі у Талансі, згодом здобувала освіту у французькому ліцеї в Мадриді. Підписала контракт з іспанським модельним агентством «Mad Models Management» в Барселоні, потім співпрацює з IMG Models.

## Особисте життя
З 2015 року зустрічається з французьким актором Венсаном Касселем, старший від неї на 31 рік. 24 серпня 2018 року вони побралися в містечку Бідар на півдні Франції. Пара переїхала в Бразилію. 19 квітня 2019 року народила дочку Амазонію. У серпні 2023 року пара розлучилася